# Pixel C
O Pixel C é um tablet Android de 10,2 polegadas (260 mm) desenvolvido e comercializado pelo Google. O dispositivo foi revelado durante um evento de mídia em 29 de setembro de 2015. Em 9 de outubro de 2018, foi sucedido pelo Pixel Slate.

## Especificações

### Hardware
O Pixel C é alimentado pelo Nvidia Tegra X1 quad-core sistema em um chip. Possui 3 GB de RAM e os modelos estão disponíveis com 32 GB e 64 GB de armazenamento. O Pixel C possui um painel IPS de resolução 2560 × 1800 de 10,2 polegadas (260 mm) com uma densidade de pixels de 308 ppi
Um acessório de teclado opcional está disponível para o Pixel C. O tablet pode ser conectado ao teclado magneticamente por meio de uma dobradiça (para usar como um laplet) ou o teclado pode ser conectado à parte frontal ou traseira do tablet para armazenamento. O teclado se conecta via Bluetooth e é alimentado por bateria; quando o teclado é encaixado na frente do tablet, ele pode ser carregado indutivamente pelo tablet.
A câmera traseira tem oito megapixels e a frontal dois. Ambos podem gravar vídeo em resolução Full HD (1080p).

### Software
O Pixel C vem com Android 6.0.1 Marshmallow. O Android 7.0 "Nougat" foi lançado para o Pixel C, entre outros dispositivos, em 22 de agosto.
O Google lançou o Android 7.1.1 Nougat para o Pixel C (entre outros dispositivos) em dezembro de 2016.